# Faustina (keizerin)
Faustina (vermoedelijk †366) was de derde vrouw van de Romeinse keizer Constantius II. 
Over haar leven voor haar huwelijk is zo goed als niets gekend. Wat we weten over haar komt van geschiedschrijver Ammianus Marcellinus.
In 360 stierf Eusebia, de vorige vrouw van Constantius, kinderloos. Kort na het huwelijk stierf Constantius (361). Faustina baarde hem na zijn dood een dochter, Flavia Maxima Constantia.
Nog eenmaal komt ze in de geschiedenis terug. Ze was aanwezig bij de kroning van usurpator Procopius op 28 september 365. Nadien verdwijnt ze uit de geschiedenisboeken. Haar dochter Flavia werd later de vrouw van keizer Gratianus (367-383).